# Canadian Soccer League (1987-1992)
|  | No s'ha de confondre amb Canadian Soccer League. |

La primera Canadian Soccer League (CSL) fou una competició de futbol professional del Canadà que es disputà entre 1987 i 1992.
Es creà després de la participació del Canadà al Mundial de 1986, disputat a Mèxic.

## Historial
Font:
- 1987 : Calgary Kickers
- 1988 : Vancouver 86ers
- 1989 : Vancouver 86ers
- 1990 : Vancouver 86ers
- 1991 : Vancouver 86ers
- 1992 : Winnipeg Fury

## Equips
- Calgary Kickers/Calgary Strikers (1987–1989)
- Edmonton Brickmen (1987–1990)
- Hamilton Steelers (1987–1991)
- Kitchener Spirit/Kitchener Kickers (1990–1991)
- London Lasers (1990 & 1992)
- North York Rockets (1987–1992)
- Ottawa Intrepid/Ottawa Pioneers (1987–1989)
- Montreal Supra (1988–1992)
- Nova Scotia Clippers (1991)
- Toronto Blizzard (1987–1992)
- Winnipeg Fury (1987–1992)
- Vancouver 86ers (1987–1992)
- Victoria Vistas (1989–1990)

## Futbolistes destacats
26 jugadors de la lliga han estat inclosos al Canada Soccer Hall of Fame.
- Bob Bolitho
- Ian Bridge
- Alex Bunbury
- John Catliff
- Carlo Corazzin
- Nick Dasovic
- Jason de Vos
- Paul Dolan
- Gerry Gray
- Lyndon Hooper
- Paul James
- Bob Lenarduzzi
- Tino Lettieri
- John Limniatis
- Colin Miller
- Dale Mitchell
- Domenic Mobilio
- Pat Onstad
- Paul Peschisolido
- Tomasz Radzinski
- Randy Ragan
- Randy Samuel
- Branko Šegota
- Mike Sweeney
- Carl Valentine
- Mark Watson